# Centris burgdorfi
Centris burgdorfi är en biart som beskrevs av Heinrich Friese 1900. Centris burgdorfi ingår i släktet Centris och familjen långtungebin. Inga underarter finns listade.